# Искусство Гандхары

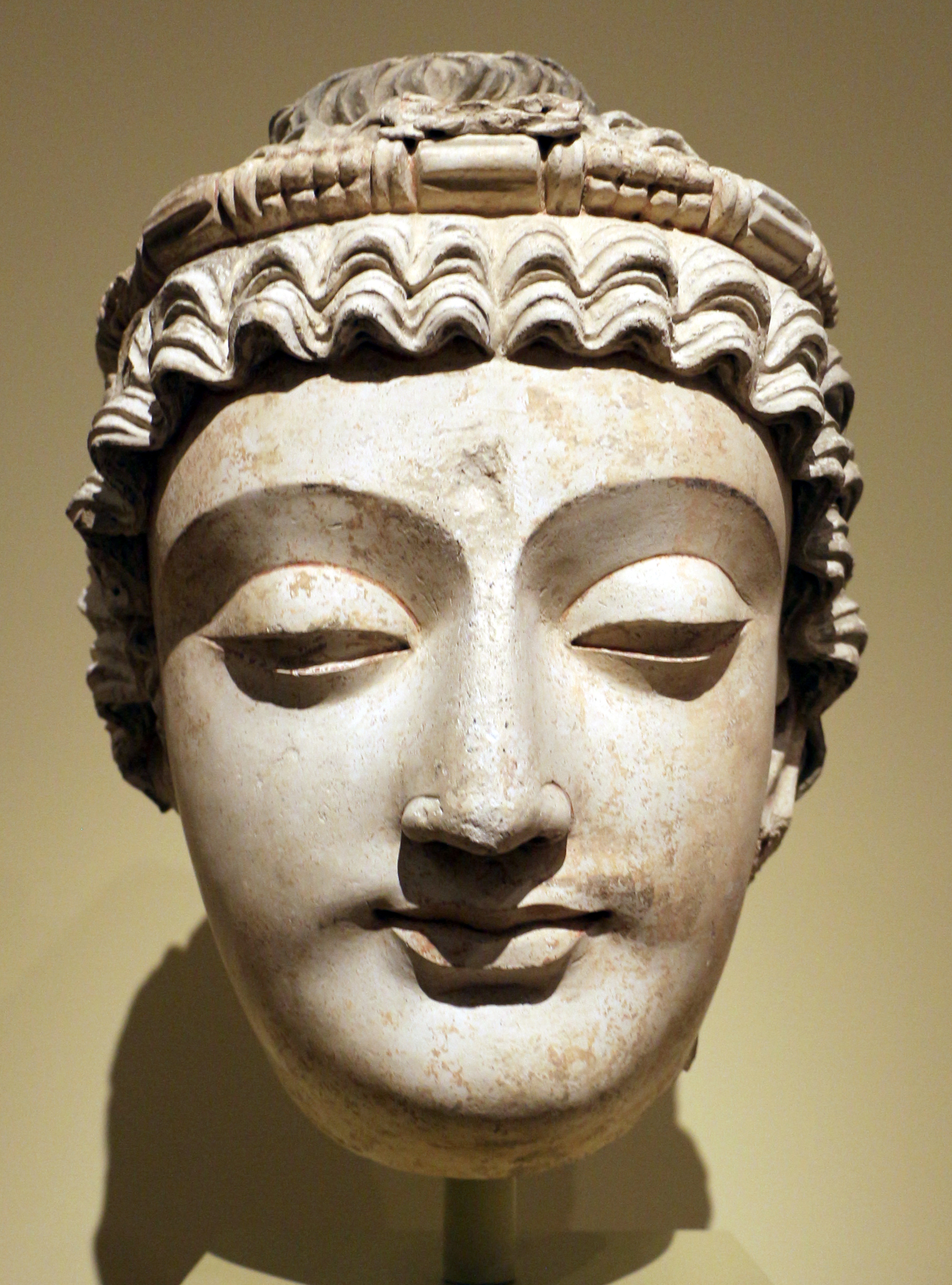
Скульптурное изображение Авалокитешвары из Гандхары (Художественный музей Кливленда, США)

Искусство Гандхары (Gandhara) — преимущественно, буддийское изобразительное искусство и, в меньшей степени, искусство индуизма. Стиль имеет греко-римское происхождение, апогей его развития пришелся на период между I веком до н.э. и VII веком. Искусство Гандхары процветало в основном во времена кушанской династии. Альтернативная школа кушанского искусства сложилась в Матхуре (Уттар-Прадеш).

## Регион распространения
Под Гандхара поднимают древнее название региона вокруг города Пешавар на севере Пакистана. Местное население вело активную торговлю со Средиземноморье\м, Южной Азией и Китаем, что превратило Гандхару в период между II веком до н.э. и IV веком в многонациональную и состоятельную область. Преобладающей культурой Гандхара был буддизм. Название Гандхары индологи используют для описания скульптурных находок не только вокруг Пешавара, но и за пределами региона, включая долину Сват, регионы Бунер и Таксила, восточный Афганистан и части Кашмира. Упомянутую территорию принято называть «Великая Гандхара».

## История изучения
В 1849 году британцы нашли скульптуры Гандхары в Пенджабе. С XX века, археологи всего мира проводили раскопки в Гандхаре и соседних областях.

## Основные черты

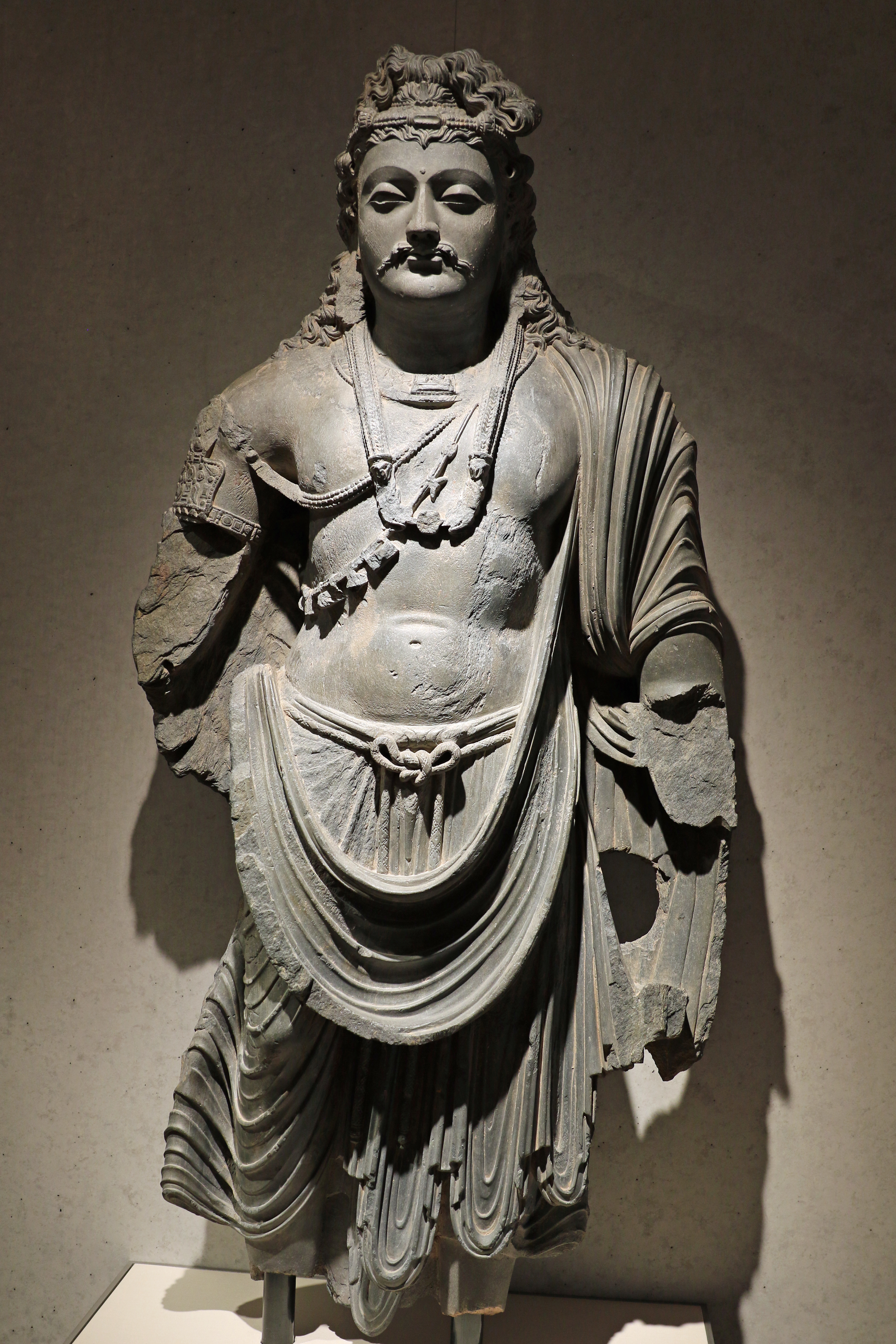
Грядущий Будда Майтрея

Именно в Гандхаре появились первые известные изображения Будды в человеческом облике. Помимо Будды искусство Гандхары знает скульптурные изображения различных бодхисаттв (например, Авалокитешвара, Ваджрапани и Майтрея) — отличительной черты махаянского направления буддизма, выделившееся в годы правления кушанского царя Канишки собранном под его протекции Четвертом буддийском соборе. Скульптуры выполнялись из желтого песчаника, несли антропологическое сходство со статуями Аполлона (прямой греческий нос, глубокие глазницы, волнистые волосы), напоминающая тогу одежда содержала тонкие драпировки. Иногда к облику персонажей добавляли нимб и усы.
Будда имеет несколько иконографических типов: он может изображаться стоящим или сидящим, правая рука находится в жесте защиты (абхайя-мудра), в левой зажат край одеяния; или в правой Будда держит чашу для сбора подаяния (патру). Среди жестов Будды встречаются ещё поворот колеса учения (дхармачакра-мудра) и медитации (дхьяна-мудра).

## Значение
Искусство Гандхары послужило своего рода эталоном изображений Будд и бодхисаттв. Подражание этим произведениям можно видеть среди памятников Кашмира, долины реки Сват, Среднего Востока, Восточного Туркестана, Китая, Кореи, Японии, Непала, Тибета и Юго-Восточной Азии.
С искусством Гандхары связывают знаменитые Бамианские статуи Будды

## Коллекции
Самая большая в мире коллекция гандхарской скульптуры хранится в Музее Пешавара (Пакистан). В Британском музее содержится 600 экспонатов искусства Гандхары.